# San Lucas Redención
San Lucas Redención är en ort i Mexiko.   Den ligger i kommunen San Pablo Tijaltepec och delstaten Oaxaca, i den sydöstra delen av landet, 300 km sydost om huvudstaden Mexico City. San Lucas Redención ligger 2 131 meter över havet och antalet invånare är 124.
Terrängen runt San Lucas Redención är kuperad åt nordost, men åt sydväst är den bergig. Terrängen runt San Lucas Redención sluttar österut. Runt San Lucas Redención är det glesbefolkat, med 14 invånare per kvadratkilometer. Närmaste större samhälle är Villa Chalcatongo de Hidalgo, 11,1 km väster om San Lucas Redención. I omgivningarna runt San Lucas Redención växer huvudsakligen savannskog.